# Cửa khẩu Kà Tum
Cửa khẩu Kà Tum là cửa khẩu quốc gia tại vùng đất làng Kà Tum thuộc xã Tân Đông, huyện Tân Châu, tỉnh Tây Ninh, Việt Nam .
Cửa khẩu Kà Tum thông thương với cửa khẩu Chan Moul huyện Memot, tỉnh Tbong Khmum, Campuchia .

## Giao thông
Kà Tum là trung tâm của xã Tân Đông, cách biên giới Campuchia khoảng 10 cây số về phía đông bắc .
Kà Tum là trung tâm của ngã ba giữa đường tỉnh 785 đi Tân Châu và đường tỉnh 794 đi Bình Phước hướng Suối Ngô.

## Hoạt động
Cửa khẩu Kà Tum giáp với Tbong Khmum được chính phủ nâng cấp thành cửa khẩu quốc gia năm 2002.